# Palpares kalahariensis
Palpares kalahariensis är en insektsart som beskrevs av Hermann Stitz 1912. Palpares kalahariensis ingår i släktet Palpares och familjen myrlejonsländor. Inga underarter finns listade i Catalogue of Life.